# ベラルーシ国家国境軍委員会
ベラルーシ国家国境軍委員会（ロシア語:Государственный пограничный комитет Республики Беларусь；略称:ГПК (Госпогранкомитет)）は、ベラルーシ共和国の国境警備隊(沿岸警備隊)を管轄する機関である。軍人が勤務する軍事組織。国境警備の外、出入国管理、密輸等の国境地帯での犯罪捜査も行う。

## 機構

### 中央機構
- 国家国境軍委員会議長
- 第一副議長/参謀長
- 違法活動・組織犯罪対策問題担当副議長/総局長
- 兵器担当副議長
- 後方担当副議長

### ベラルーシ国境軍
国境警備部隊
- ブレスト国境群
- ポロツク国境支隊
- スモルゴンスク国境支隊
- グロドネンスク国境支隊
- リーツク国境支隊
- ゴメリ国境支隊
- ピンスク国境支隊
- 独立検問所「ミンスク」

後方支援部隊
- 戦闘保障部隊×3
- 全面保障部隊×4（軍事病院×2）
- 教育部隊×6（軍事高等教育施設附属国境軍学部×2、教育国境支隊×1、特技兵訓練センター×3）